# 이진 (소설가)
이진은 대한민국의 소설가이다. 1982년 서울에서 태어났다. 경희대학교에서 디자인을 전공하고 한국예술종합학교 영상이론과를 졸업했다. 2012년 첫 장편소설 『원더랜드 대모험』으로 제6회 비룡소 블루픽션상을 수상했다. 2014년 청소년 장편소설 『아르주만드 뷰티 살롱』을 냈으며, 2017년 장편소설 『기타 부기 셔플』로 제5회 수림문학상을 수상했다. 2020년 청소년 장편소설  ‘카페, 공장’을 발간했다. 그외 공저 단편집 『콤플렉스의 밀도』 『소녀를 위한 페미니즘』  『환상의 책방 골목』  『마이너스 스쿨』  『코스트 베니핏』이 있다.

## 작품
- 기타 부기 셔플
- 2012년 장편소설 <원더랜드 대모험> (비룡소) ISBN 9788949123264

## 상훈
- 2012년 - 제6회 <블루픽션상>
- 2017년 - 제5회 <수림문학상>